# Лозански договор
Лозанският договор (24 юли 1923) е мирен договор подписан по време на Лозанската конференция, който анулира Севърския договор от 1920 г. между Османската империя и държавите победителки в Първата световна война.
По силата на Лозанския договор, Източна Тракия и гр. Смирна (днешен Измир) са присъдени на Турция. Черноморските проливи се демилитаризират и стават свободни за преминаване на търговски и военни кораби. Турция трябва да изплати дългове на османските народи.
До подписването на Лозанския договор се стига след война между Гърция и Турция. В хода на войната Турция изтласква гърците от Анадола и печели войната. В Лозана се свиква конференция и се стига до мирния договор, който се подписва от една страна от част от победителките в Първата световна война. САЩ не подписват този договор. С него се уреждат границите и териториите на Гърция и Турция. По силата на договора, сключен след края на Първата световна война, територията на Османската империя е намалена от 3 млн. кв. км до 783 000 кв. км.
Особено интересно е, че в този договор има раздел, който е посветен на малцинствата. Текстовете са напълно в духа на Версайската система. Турция поема задължения по отношение на немюсюлманските малцинства на нейна територия – равенство пред закона, право на собственост и сдружаване, широк обем езикови права.